# Tragocephala poensis
Tragocephala poensis är en skalbaggsart som beskrevs av Báguena 1952. Tragocephala poensis ingår i släktet Tragocephala och familjen långhorningar. Inga underarter finns listade i Catalogue of Life.